# Peter Vassella
Peter Vassella, född 4 januari 1941, död 15 oktober 2024, var en friidrottare från Australien. Han deltog vid olympiska sommarspelen 1964.